# آرت هرست
آرت هرست (انگلیسی: Art Hurst; ۲ مهٔ ۱۹۲۳ – ۱ نوامبر ۱۹۹۳) بازیکن هاکی روی یخ اهل کانادا بود.